# Schwarzbräu
Schwarzbräu ist eine inhabergeführte Familien-Brauerei aus dem bayrisch-schwäbischen Markt Zusmarshausen, Bayern und gilt mit knapp 700 Auszeichnungen als meistprämierte Brauerei Deutschlands.
Der heutige Inhaber Leopold Schwarz leitet die Brauerei in fünfter Generation. Das Vertriebsgebiet erstreckt sich hauptsächlich 40 km um den Standort Zusmarshausen.

## Geschichte
Im Jahr 1648 kämpften kaiserliche Truppen und die schwedische Armee bei Zusmarshausen in der Schlacht am Roten Berg. Kurze Zeit später war der Dreißigjährige Krieg mit dem Westfälischen Frieden beendet. Eine Legende erzählt, dass die ausgezehrten Schweden nach der Schlacht die Brauerei „Zum Grünen Baum“, die heute „Schwarzbräu“ heißt, stürmten und alle Fässer austranken. Diesem Ereignis verdankt unter anderem das Schweden-Pils seinen Namen. Das Etikett der Schwarzbräu-Bierspezialitäten zeigt heute einen Fahnenschwinger aus der Zeit des Dreißigjährigen Krieges und wurde zum Markenzeichen von Schwarzbräu.
Nach dem Zweiten Weltkrieg wurde die Brauerei von den Amerikanern besetzt und braute Bier für die amerikanischen Truppen. Das wertvolle Malz versteckte man jedoch im Lagerkeller, tief unter der Brauerei, um es später als dunkles Bockbier einzubrauen. Heute lagert hier der Aged Bock, der u. a. mit dem International Craft Beer Award 2016 in Platin ausgezeichnet wurde.
Als eine von nur noch sechs Brauereien in Bayern ist Schwarzbräu im Besitz einer brauereieigenen Mälzerei. Hier wird aus regionaler Gerste Malz komplett für den Eigenbedarf hergestellt.
Schwarzbräu gehört der 2006 gegründeten Initiative Die Freien Brauer an, einem Zusammenschluss unabhängiger Privatbrauereien in Europa.

## Mälzerei
Schwarzbräu betreibt als eine von nur noch drei Brauereien südlich der Donau eine eigene Mälzerei. Diese besteht aus Saladin-Keimkästen und ist daher eine klassische Kastenmälzerei. 100 % des verwendeten Gerstenmalzes werden in der Mälzerei hergestellt.

## Produkte
Schwarzbräu braut folgende Biersorten: Marie Hausbrendel Hell, Stolz der Bayern Pilsener, Exquisit, Feines Helles, Urtyp, Dunkles, Kellerbier, helles und dunkles Weissbier, Kracherl, Natur Radler, Nullinger (alkoholfreies Weissbier) Light & Fit, Schweden Pils, Ex & Hop (bayerisches Pale Ale), Schneeflöckchen und Schneeböckchen (Doppelbock) (beide saisonal im Winter) und Aged Bock.

## ALASKA
Im alkoholfreien Getränkesegment stellt Schwarzbräu unter dem Namen ALASKA Limonaden, Säfte, verschiedene Schorlen sowie Mineralwasser her. Das besondere an dieser Marke ist die Individualflasche in Reliefoptik. Dies wird ebenso durch den eigenen Fuhrpark vertrieben.

## Auszeichnungen
- 1958: „Croix d’Honneur“ auf der Weltausstellung in Brüssel, für das dunkle Bockbier
- 2010: Bundesehrenpreis des Bundesministeriums für Ernährung, Landwirtschaft und Verbraucherschutz
- 2014: European Beer Star, in der Kategorie European-Style Mild Lager für das Schwarzbräu Urtyp[3]
- 2014: World Beer Awards: „Europe's Best Dark Wheat Beer“ für das Schwarzbräu Weißbier dunkel[4]
- 2014: „Goldene BierIdee“ des Bayerischen Brauerbundes und des Bayerischen Hotel- und Gaststättenverbandes für den „Bier-Kunst-Kreisl“[5], ein von der Brauerei finanziertes Kunst-im-Kreisverkehr-Projekt nach dem Entwurf von Dieter Hanitzsch (2013)[6]
- 2015: World Beer Awards: „World’s Best Light Beer“ für das Schwarzbräu Light & Fit[7]
- 2016: World Beer Awards: Goldmedaille für das Schwarzbräu Bayerisch Hell
- 2016: World Beer Awards: Goldmedaille für das Schwarzbräu Urtyp[8]
- 2016: International Craft Beer Award in Platin, in der Kategorie „Doppelbock Dunkel“[9]
- 2018: European Beer Star in der Kategorie Dunkler Doppelbock für den Aged Bock

In den Jahren 2009, 2010 und 2011 war Schwarzbräu die meistprämierte Biermarke im DLG-Wettbewerb.
Schwarzbräu gilt mit knapp 700 Medaillen als meistprämierte Brauerei Deutschlands.

## Sonstiges
Die Brauerei ist Mitglied im Brauring, einer Kooperationsgesellschaft privater Brauereien aus Deutschland, Österreich und der Schweiz.